# ペーター・ラッツ
ペーター・ラッツ（Peter Latz、1939年 - ）は、ドイツのランドスケープアーキテクト。
ミュンヘン工科大学ランドスケープ学教授、アメリカ・ペンシルバニア大学の非常勤教授、またハーバード大学デザイン大学院客員教授を歴任。
ラッツは造園全体が抽象ルールに適用できることを、エルンスト・クラメルの著書『ビジョナリーガーデンズ』の序文でこう述べている。「自然の美しさは、植物や材料の本質と効果範囲内にあります。」

## 初期の人生
ピーター・ラッツは、ドイツ人建築家ハインリッヒ・ラッツの息子としてダルムシュタットで生まれ、ザールラントで育つ。高校卒業後、彼はミュンヘンのTECHNISCHEシューレでランドスケープアーキテクチュアを学び、1964年に学位を取った後、アーヘン工科大学の都市開発と地域計画の研究所で都市計画における4年間の大学院教育に参加。1968年にピーター・ラッツと彼の妻、アンネリーゼは、アーヘン、ザールブリュッケンでランドスケープアーキテクト事務所・ラッツ+パートナーを設立。 1970年には他に都市計画、システム計画と景観計画を業務設定し、1976年から建築家、社会学者、および経済学者のグループと協力しそれ以降、造園やまちづくりを実践し続けている。 ピーター・ラッツはマーストリヒトの中央リンブルクアカデミー建築芸術学部の講師として1968年に教え始める。 1973年に、彼は、カッセル総合専門大学にて造園のためのフルタイムの教授になった。
1983年にミュンヘン工科大学で造園や景観計画学科教授に任命され、2008年に退任。

## キャリア
ドイツ・ルール地方のデュイスブルクノール景観公園は手がけた中でも最も有名なプロジェクトの一つである。230ヘクタールの敷地は、以前は非常に大規模製鉄所であった。工場が遺棄になったとき、・ラッツ +パートナーは、主構造を維持してポストモダンのランドスケープデザインに組み込むこととし、1991年に、サイト全体のマスタープラン国際デザインコンペティションに勝利した後、公園設計を委託される。 庭園のシリーズを、伝統的な園芸を試み遺跡内および周囲に植栽していく。クリップされたヘッジ、結び目の庭園、パルテール、ボスケ、ローズガーデンを、工場跡地に位置する整形式庭園の狭間に並置させた。ラッツのこの試みは人間が既存のサイトとの関係が変化していたことで、デュイスブルク・ノールは、成功した風景式庭園となる。
このため、このプロジェクトのラッツは、埋め立て地を先進的景観に変換するほかのランドスケープアーキテクト、アメリカのリチャード・ハーグなどと国際的な先駆者の一人であると考えられている。
ラッツ +パートナーの企業理念は、品質にも技術的能力やノウハウだけでない焦点を当てている。1980年代以降、脱工業サイトの変換に向けている。

## 賞
- ランドスケープアーキテクトローザバルバ2000バルセロナ欧州賞 景観公園デュイスブルクノールの設計にて
- 2001年に、グラン・デ・メダイル・ド・アーバニズムアカデミー・ロワイヤルドール・アーキテクチャ・パリ
- 2005に、エドモンド・プレイス企画賞　環境デザイン研究協会、米国（EDRA）

## 関わった著名プロジェクト
- マールブルク大学ランドスケープ（ドイツ）（1976年から1980年）
- マールブルク大学病院ランドスケープ（ドイツ）（1976年から1985年）
- ブルガ・ハーバーランド公園(Burgerpark Hafeninsel、アンネリーゼ・ラッツと、ザールブリュッケン、1980年から1989年）
- 1985年ベルリン国際ガーデンショー「グリーンハウス」ベルリン・ブリッツのための5庭園(5 gardens for the 1985 ベルリン International Garden Show, "Green Houses"、アンネリーゼと、1985年）
- ミュンヘン工科大学キャンパス・ランドスケープ管理と植物学研究所(Technische Universitat Munchen, Institute for Landscape Management and Botany、1986年から1988年）
- グランタ・パーク（イギリス・ケンブリッジ、1997年）
- ウルムサイエンスシティ、大学西地区(Ulm Science City, University Section West、エーゼルスベルク、Steidle+Partnerらと、1988年から2001年）
- 小さな自然の庭園（Small natural gardens、 アンネリーゼ・ラッツと、1989年）
- グリーンベルト・フランクフルト・アム・マイン（Green Belt, Frankfult am Main、フランクフルトアム・マイン、1990年から1992年）
- 都市、景観、芸術革新のための都市マスタープラン(Master plan for urban, landscape and artistic renovation、Jochem Jourdan、カスパー・ケーニッヒ、クリスチャン・バウアーらと、フランクフルト～ルクセンブルク、1993年）
- デュースブルク・ノール・ラントシャフツ公園（Landschaftpark Duisburg-Nord、1990年から2002年）
- キルヒベルク高原（Plateau de Kirchberg、ルクセンブルク、Steidle+Partnerと、1990年から2008年）
- クランツバーグ近郊のAmpertshausen内アトリエ、ハウス＆ガーデン（1991年から）
- 歩行者天国(Pedestrian precinct、メルズンゲン、1996年）
- Klosegroendchen樹木園、砂丘とウォーターパーク(Klosegroendchen, dune and water park with arboretum、1996年）
- 翼霞の庭ジャルダン・デ・ブルーム(Jardin de brume）（国際獣疫祭出展庭園、ショーモン・シュル・ロワール1998（Festival International des Jardins, Chaumont-sur-Loire 1998)、1998年）
- ローマ街道公園と欧州風樹木園（Parc de la voie romaine and European arboretum、1999年）
- キルヒベルク病院（Hopital Kirchberg、INCOPA Saabrucken、ルクセンブルク、2003年）
- パルコ・ドラ（Parco Dora、STS Servizi Tecnologie Sistemi(Bologna)-Ing. Vittorio Cappato, Arch. Carlo、イタリア・トリノ、2004年）
- Hiriya埋立修復とAyalonパーク（Hiriya Landfill Restoration, Ayalon Park, Tel Aviv、Moria＆Sekelyらと、イスラエル・テルアビブ、2004年から）
- セントラルパークと国立スポーツ・文化センターエコールユーロペンヌ(Parc Central, Ecole Europeenne et Centre National Sportif et Culturel、Roger Taillibertと、2006年）
- ジョン・F・ケネディ大通り(Boulevard Jphn F. Kennedy、2008年）

## 参考
- Syntax of Landscape, Udo Weilacher, 2007, ISBN 978-3764376154.
- 大地と建築について(I 序論:今日のランドスケープ・デザイン,<特集>ランドスケープ・デザインは建築を変えるか?)  マーク・トライブ , 三宅 咲恵 [訳] 「建築雑誌」 120(1536), 8-13, 2005年8月号
- "アーバニズム"とどう向き合うか?(平成15年度日本造園学会全国大会分科会報告) 「ランドスケープ研究」2004年3月号
- Peter Latz and Partners（作品集、2007年、MoMAでのランドスケープ展「グランズウェル」にも出展される）